# جیم گمل
جیم گمل (به انگلیسی: Jim Gammell) جزو پژوهشگران برجسته گروه رسانه‌های آینده وابسته به مایکروسافت است و عمده تلاش خود را بر مدیریت رسانه‌های شخصی و حضور مجازی متمرکز کرده‌است.
وی به همراه همکار خود گوردون بل (به انگلیسی: Gordon Bell) فعالیت‌های گسترده‌ای در زمینهٔ حافظه داشته‌است که نمونهٔ بارز این فعالیت‌ها را می‌توان در قالب پروژهٔ "بیت‌های زندگی من" که از سال ۲۰۰۱ شروع شده، مشاهده کرد.